# Гумбер Гунн
Гумбер Гунн (англ. Humber the Hun) — легендарный король северных «гуннов» согласно труду Гальфрида Монмутского и эпоним реки Хамбер.
По сведениям Гальфрида, после разделения Британии между Локрином, Камбером и Альбанактом Гумбер вторгся в Олбани и убил Альбанакта в открытом бою. Остатки войск бриттов бежали на юг, где Локрин объединился с Камбером и победил гуннов возле реки. Гумбер утонул в этой реке, которая с тех пор стала именоваться Хамбер, являясь одной из главных рек Англии.
Когда Локрин осматривал корабли Гумбера после его смерти, то на одном из них обнаружил Эстрильду, дочь короля Германии, которая впоследствии стала его второй женой.